# Ринкевич, Сергей Александрович
Сергей Александрович Ринкевич (1886—1955) — русский электротехник, основатель русской школы электропривода.

## Биография
Родился 24 июня 1886 года[по какому календарю?] в селе Рамшино Могилёвской губернии.
В 1904 году с золотой медалью окончил 10-ю Московскую гимназию. Также с медалью окончил в 1913 году ЭТИ; был учеником профессора В. В. Дмитриева, который и передал в 1915 году своему ученику, читавшийся им учебный курс «Распределение электрической и механической энергии».
В 1913 году был в командировке; посетил Германию, Швейцарию, Италию. Затем он ещё дважды (1922, 1929) знакомился с решением проблем электрификации на промышленных предприятиях Германии, Чехословакии и Австрии.
С 1922 года С. А. Ринкевич был профессором; в 1937 году стал доктором технических наук (без защиты диссертации). В период 1922—1930 годов С. А. Ринкевич создал научную школу. Им была создана первая в мире кафедра электропривода (электрического распределения механической энергии); образован коллектив сотрудников-преподавателей (А. В. Трамбицкий, А. В. Фатеев, Г. В. Одинцов, А. В. Берендеев, Б. И. Норневский); написан учебник по новой специальности «Электрификация фабрик, заводов и судов» и издан задачник. В 1927 году состоялся первый выпуск специалистов нового профиля. В 1927 году была создана первая в стране научно-исследовательская лаборатория теории электропривода; с 1931 года он был научным руководителем лаборатории электрификации судов.
Начиная с 1922 года, он также преподавал в других вузах страны: Военно-инженерной и Военно-морской академиях, Московском энергетическом институте, Ленинградском институте железнодорожного транспорта (ЛИИЖТе), Промышленной академии, Московском институте цветных металлов, Ленинградском заочном индустриальном институте.
В 1934—1941 годах он был заведующим специальной кафедрой №3 ЛЭТИ, в 1938—1942 годах — деканом специального факультета, в 1939—1941 годах — деканом  факультета электрооборудования.
В апреле 1942 года возглавил Бюро научно-исследовательских работ Наркомата судостроительной промышленности при ЛЭТИ, которое до 1944 года выполняло специальные задания по обеспечению обороны Ленинграда. С 1944 года был заместителем  директора ЛЭТИ по научной работе (до 1949), а также заведующим кафедрой электрооборудования береговых оборонных сооружений (1944— 1947) и электрооборудования промышленных предприятий (1947—1955).
Был награждён орденом Трудового Красного Знамени (1944), орденом Ленина (1953), медалями «За оборону Ленинграда» (1942) и «За доблестный труд в Великой Отечественной войне» (1945); Заслуженный деятель науки и техники РСФСР (1942).
Умер в Ленинграде 30 апреля 1955 года.